# La Ròca (Gironda)
La Ròca (en francès Laroque) és un municipi francès situat al departament de la Gironda i a la regió de la Nova Aquitània.

## Demografia
| 1962                                       | 1968 | 1975 | 1982 | 1990 | 1999 | 2007 |
| ------------------------------------------ | ---- | ---- | ---- | ---- | ---- | ---- |
| 155                                        | 342  | 336  | 266  | 253  | 230  | 255  |
| Des de 1962: població sense dobles comptes |      |      |      |      |      |      |

## Administració
| Període   | Identitat          | Partit |
| --------- | ------------------ | ------ |
| 1947-1983 | Pierre Fourcassies |        |
| 1983-     | Henri Begard       |        |